# Prescrição médica
Uma prescrição é uma rotina de cuidados com a saúde, implementadas por um médico ou outro profissional de saúde qualificado, voltadas para um paciente em específico. O termo geralmente se refere à autorização por escrito de um médico para um paciente comprar um medicamento de um farmacêutico.
Prescrições não-médicas incluem outros profissionais no auxílio de competências de outras grandes áreas: nutricionistas, educadores físicos, enfermeiros, cirurgiões-dentistas ou médicos veterinários e compete aos farmacêuticos, às prescrições envolvendo fármacos obrigatoriamente a manipulação e dispensação, onde efetuarão neste ato a fiscalização da prescrição e orientação ao paciente.

## Conteúdo
Muitos medicamentos de marca têm substitutos mais baratos genéricos que são equivalentes terapêutica e bioquimicamente. As prescrições também conterão instruções sobre se o médico autorizará o farmacêutico a substituir uma versão genérica da droga. Esta instrução é comunicada de várias maneiras.

## Por país

### Estados Unidos
Em algumas jurisdições, a prescrição pré-impressa contém duas linhas de assinatura: uma linha tem "dispensar como escrita" impressa embaixo; a outra linha tem "substituição permitida" por baixo. Alguns têm uma caixa pré-impressa "dispensa como está escrito" para o médico prescrever (mas isto é facilmente verificado por qualquer pessoa com acesso à receita). Outras jurisdições o protocolo é para o prescritor escrever à mão uma das seguintes frases: "dispensar como escrito", "DAW", "marca necessária", "não substituir", "nenhuma substituição", "medicamente necessário", "não intercâmbio". Em outras jurisdições, eles podem usar linguagens completamente diferentes, independentemente de uma fórmula diferente de palavras. Em algumas jurisdições, pode ser uma exigência legal incluir a idade da criança na prescrição. Para prescrições pediátricas, alguns aconselham a inclusão da idade da criança se o paciente tiver menos de doze anos e a idade e meses, se forem menores que cinco. (Em geral, incluindo a idade da prescrição é útil.) Adicionando o peso da criança também é útil.
As receitas geralmente têm uma caixa de "etiqueta".
Quando marcada, o farmacêutico é instruído a rotular a medicação. Quando não verificado, o paciente recebe apenas instruções para tomar a medicação e nenhuma informação sobre a receita em si.
Alguns prescritores informam ainda o paciente e o farmacêutico, fornecendo a indicação da medicação; ou seja, o que está sendo tratado. Isso ajuda o farmacêutico a verificar se há erros, pois muitos medicamentos comuns podem ser usados para várias condições médicas.
Algumas prescrições especificarão se e quantas "repetições" ou "recargas" são permitidas; ou seja, se o paciente pode obter mais do mesmo medicamento sem obter uma nova receita do médico. Regulamentos podem restringir alguns tipos de drogas de serem recarregados.
Em práticas de grupo, a parte pré-impressa da prescrição pode conter vários nomes de prescritores. Os prescritores geralmente circulam para indicar quem está prescrevendo ou pode haver uma caixa de seleção ao lado do nome deles.
A legislação nacional ou local (isto é, estadual ou provincial) rege quem pode escrever uma receita. Nos Estados Unidos, os médicos têm a mais ampla autoridade prescritiva. Todos os 50 estados e o Distrito de Columbia permitem a autoridade de prescrição licenciada do [Physician Assistant] (PAs) (com alguns estados, existem limitações para substâncias controladas). Todos os 50 estados permitem a determinadas categorias de enfermeiros o  poder de prescrição (com alguns estados incluindo limitações a substâncias controladas). Muitos outros profissionais de saúde também têm autoridade prescritiva relacionada à sua área de atuação. O veterinário e o dentista têm poder de prescrição em todos os 50 estados e no distrito de Columbia. O farmacêutico clínico pode prescrever em alguns estados através do uso de um formulário de medicamento ou acordos de colaboração. Os farmacêuticos da Flórida podem escrever prescrições para um conjunto limitado de medicamentos.

### Brasil
A notificação de receita, no Brasil, é uma prescrição medicamentosa escrita padronizada, que acompanha a receita e a autoriza. São utilizadas cores para indicar o grupo medicamentoso de risco. Assim, utiliza-se entorpecentes (cor amarela), psicotrópicos (cor azul) e retinóides de uso sistêmico e imunossupressores (cor branca).
Desde 2020, impulsionada pela pandemia de Covid-19, o Ministério da Saúde regulamentou a Receita Digital. Como os pacientes estavam fazendo consultas à distância por videoconferência (teleconsultas), a receita digital se tornou uma forma de transmitir a prescrição ao paciente sem que este tivesse que sair para buscá-la em papel pessoalmente, mantendo as regras de isolamento social. Para ter validade, a receita digital precisa ser assinada usando um certificado do ICP-Brasil.

## Legibilidade
A prescrição médica ilegível é um problema que pode acarretar prejuízos aos pacientes.
O Conselho Federal de Medicina do Brasil (CRM) publicou a Resolução nº 1.601/2000 que, em seu artigo 39, determina que as receitas médicas sejam escritas por extenso e de forma legível. Além disso, tem-se ainda o Código de Ética Médica, que em seu terceiro capítulo trata da responsabilidade profissional, proibindo o médico de receitar ou atestar de forma secreta ou ilegível. Não são raros os médicos multados por receitarem de forma ilegível.